# Carola Zirzow
Carola Zirzow (15 settembre 1954) è un'ex canoista tedesca.

## Palmarès

### Olimpiadi
- 2 medaglie:
  - 1 oro (Montréal 1976 nel K1 500 metri)
  - 1 bronzo (Montréal 1976 nel K2 500 metri)

### Mondiali
- 3 medaglie:
  - 3 ori (Città del Messico 1974 nel K4 500 metri; Belgrado 1975 nel K2 500 metri; Belgrado 1975 nel K4 500 metri)